# Cevico de la Torre
Cevico de la Torre és un municipi de la província de Palència a la comunitat autònoma de Castella i Lleó (Espanya). Limita amb Hontoria de Cerrato al nord, Valle de Cerrato i Vertavillo a l'est, Alba de Cerrato, Población de Cerrato i Cubillas de Cerrato al sud, i amb la Província de Valladolid i Dueñas a l'oest.

## Demografia
| 1991 | 1996 | 2001 | 2004 |
| ---- | ---- | ---- | ---- |
| 767  | 739  | 648  | 588  |